# Géderlak
Géderlak es un pueblo ubicado en el distrito de Kalocsa, en el condado de Bács-Kiskun, Hungría.

## Superficie
Posee una superficie de 18,94 kilómetros cuadrados.

## Demografía
Hasta 2019 la población era de 974 habitantes, con una densidad de población de 51,43 habitantes por kilómetro cuadrado.